# Acrotona pilosicollis
Acrotona pilosicollis är en skalbaggsart som först beskrevs av Lars Zakarias Brundin 1952.  Acrotona pilosicollis ingår i släktet Acrotona, och familjen kortvingar. Arten har ej påträffats i Sverige.